# Shine So Hard
| Recensione | Giudizio |
| ---------- | -------- |
| AllMusic   | [ 1 ]    |

Shine So Hard è un EP dal vivo del gruppo musicale inglese Echo & the Bunnymen, pubblicato il 10 aprile 1981.
Raggiunse il numero 37 della classifica britannica.

## Il disco
Rientrati dagli Stati Uniti dove stavano promuovendo l'album d'esordio, Crocodiles, gli Echo & the Bunnymen continuarono la tournée nel Regno Unito. Il concerto, tenutosi al Pavilion Gardens di Buxton, nel Derbyshire il 17 gennaio 1981, fu registrato dalla Manor Mobile. I quattro brani del concerto, Crocodiles, Zimbo, All That Jazz e Over the Wall, vennero mixati ai Rockfield Studios di Monmouth, nel Galles. L'EP fu pubblicato il 10 aprile 1981 e successivamente raggiunse l'apice al numero 37 della classifica britannica, diventando il primo singolo di successo della band.
Il titolo dell'EP deriva da una strofa di una precedente canzone dei Bunnymen, Stars Are Stars.
Un'edizione limitata di 500 copie fu successivamente distribuita nel 1982 con un video di 32 minuti del concerto di Buxton. Queste furono disponibili solo alle persone che erano presenti al concerto.
Quando nel 2003 Crocodiles venne rimasterizzato e ristampato, le quattro tracce dell'EP furono incluse come tracce bonus.

## Tracce
Testi e musiche degli Echo & the Bunnymen.
Lato 1
1. Crocodiles - 5:06
2. Zimbo - 3:32

Lato 2
1. All That Jazz - 2:52
2. Over the Wall - 5:29

- Tutte le tracce sono state registrate dal vivo al Pavillon Gardens di Buxton il 17 gennaio 1981 e mixate al Rockfield il 16-17 febbraio 1981.

## Formazione
- Ian McCulloch - voce, chitarra
- Will Sergeant - chitarra
- Les Pattinson - basso
- Pete de Freitas - batteria

### Produzione
- Hugh Jones - produzione
- Bill Drummond - produzione
- Martyn Atkins - disegno di copertina